# Paruževina
Paruževina is een plaats in de gemeente Zagreb in de Kroatische provincie Stad Zagreb. De plaats telt 430 inwoners (2001).